# Oakley (Fife)
Oakley è un villaggio del Fife, Scozia, Regno Unito, situato nelle vicinanze di Carnock e Culross, a circa 8 km da Dunfermline. Al censimento del 2001 aveva una popolazione di 4.123 abitanti.
Oakley ebbe un notevole sviluppo nel XIX secolo con la nascita ed espansione dell'industria mineraria carbonifera moderna e delle attività correlate e indotte.
Con la cessazione, nel 1986, dell'attività mineraria, Oakley conobbe un periodo di rallentamento della propria economia che si riflesse anche sul suo sviluppo demografico.
Attualmente parte della sua popolazione svolge la propria attività lavorativa presso i maggiori centri vicini.